# Massimo Tarenghi

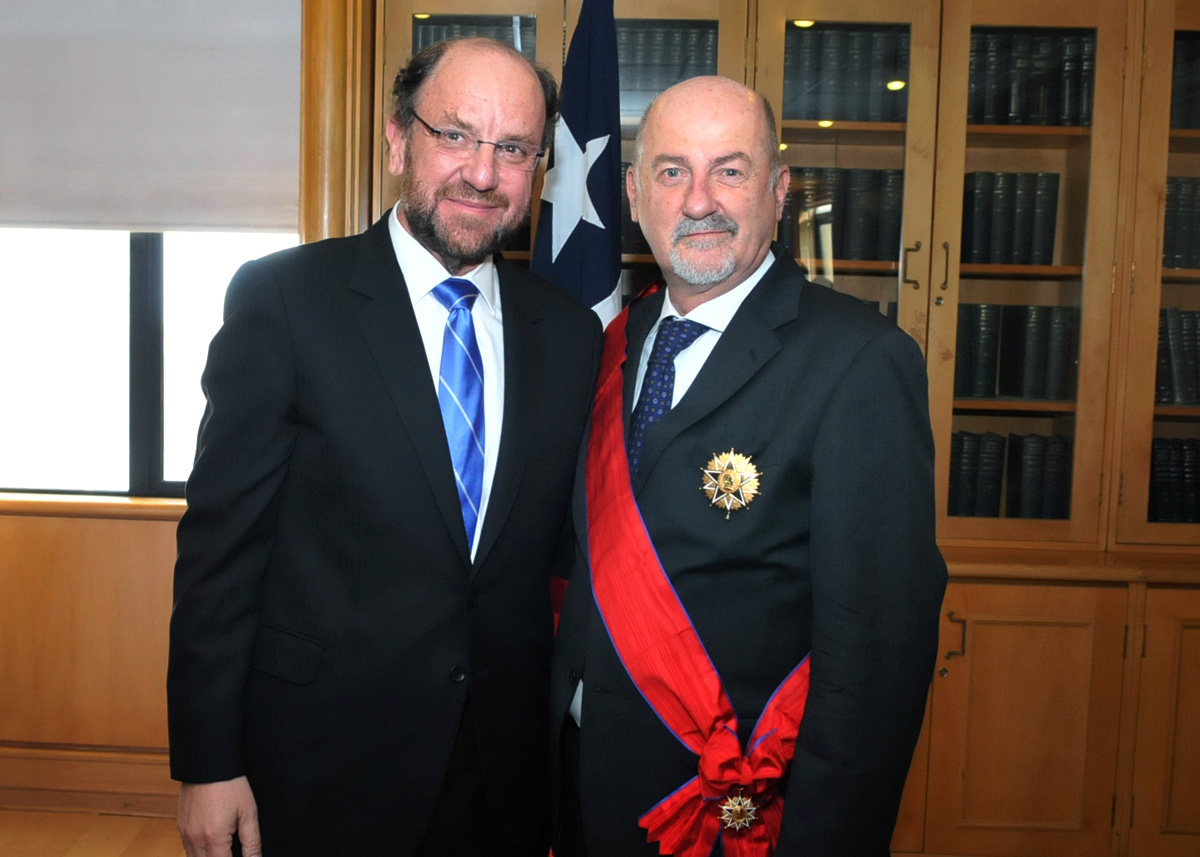

Massimo Tarenghi (...) è un astronomo italiano.

## Biografia
Laureato in Fisica all'Università di Milano nel 1970, nello stesso anno è stato assistente e successivamente Professore ordinario di astrofisica presso l'Università di Milano.
È diventato “Fellow” di ESO nel 1977 ed è International Staff Member di ESO dal 1979. Nominato Project Manager del New Technology Telescope dell'ESO a La Silla (Cile) nel 1973, diviene Direttore del coordinamento e controllo per il Very Large Telescope nel 1988. Nel gennaio del 1991 è nominato Programme Scientist del VLT e, nel novembre dello stesso anno, diventa Program Manager/Head della Divisione VLT. Attualmente è il rappresentante in Cile dell'ESO, ente che gestisce tre siti: La Silla, Paranal e Chajnantor.
Nel giugno del 2002 Massimo Tarenghi è stato nominato Project Manager dell'Atacama Large Millimeter Array, il più grande progetto astronomico esistente. Dall'aprile 2003 all'aprile 2008 ne è stato direttore.
È membro dell'Accademia delle Scienze dei Lincei.
È stato nominato Commendatore della Repubblica Italiana e nel 2006 ha ricevuto il Premio Internazionale Barsanti e Matteucci.